# 沙莱 (安德尔省)
沙莱（法語：Chalais，法語發音：[ʃalɛ]）是法国安德尔省的一个市镇，属于勒布朗区。

## 地理
沙莱（46°32'11"N, 1°11'49"E）面积39.65 平方千米，位于法国中央-卢瓦尔河谷大区安德尔省，该省份为法国中部省份，北起卢瓦-谢尔省，西北接安德尔-卢瓦尔省，西南接维埃纳省，南至克勒兹省和上维埃纳省，东临谢尔省。
与沙莱接壤的市镇（或旧市镇、城区）包括：贝拉布尔、锡龙、利尼亚克、乌尔什、普里萨克、吕费克。

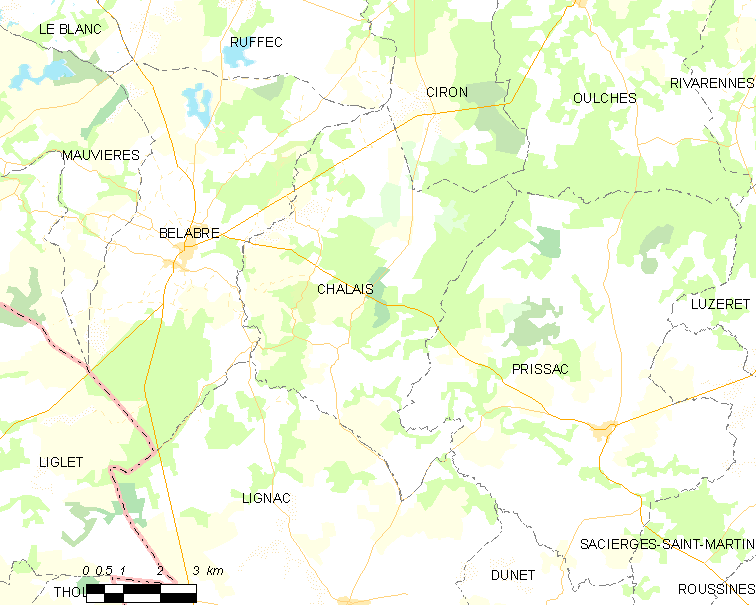
的OSM定位图

沙莱的时区为UTC+01:00、UTC+02:00（夏令时）。

## 行政
沙莱的邮政编码为36370，INSEE市镇编码为36036。

## 政治
沙莱所属的省级选区为圣戈捷县。

## 人口

1962-2008年间人口变化图示

沙莱于2022年1月1日时的人口数量为151人。